# Leicester (Vermont)
Leicester es un pueblo ubicado en el condado de Addison en el estado estadounidense de Vermont. En el año 2010 tenía una población de 1.100 habitantes y una densidad poblacional de 19,3 personas por km².

## Geografía
Leicester se encuentra ubicado en las coordenadas 43°52′11″N 73°5′56″O / 43.86972, -73.09889.

## Demografía
Según la Oficina del Censo en 2000 los ingresos medios por hogar en la localidad eran de $35,781 y los ingresos medios por familia eran $45,375. Los hombres tenían unos ingresos medios de $26,786 frente a los $21,484 para las mujeres. La renta per cápita para la localidad era de $21,938. Alrededor del 12.1% de la población estaban por debajo del umbral de pobreza.